# Lucia di Lammermoor (filme)
Lucia di Lammermoor é um filme italiano de 1946, baseado na ópera homônima Lucia di Lammermoor.

## Enredo
Baseia-se integralmente na versão operística de Gaetano Donizetti, com libreto de Salvatore Cammarano, por sua vez inspirado no romance "The Bride of Lammermoor" (A Noiva de Lammermoor), de Sir Walter Scott.

## O filme
Em 1946 ensaiava o cinema italiano a recuperação do pós-Guerra. Sem muitos recursos, o filme é a transposição da ópera para a grande tela. Dentre as filmagens desta ópera, entretanto, muitas delas para a televisão, esta versão conserva-se como uma das mais cuidadosas.

## Elenco
- Nelly Corradi - Lucia
- Afro Poli - Lord Ashton
- Mario Filippeschi - Sir Edgar
- Aldo Ferracuti - Lord Bucklaw
- Italo Tajo - Raymond Bidebent
- Loretta Di Lelio - Alisa
- Adelio Zagonara - Norman
- Gina Lollobrigida participou das filmagens, mas seu nome não consta dos créditos.